# Quartiere Borgo
Il Quartiere Borgo è uno dei quattro rioni storici di Lanciano (CH), insieme a quelli di Lancianovecchia, Civitanova e Sacca.
Il quartiere, insieme agli altri tre, si sfida in giochi a carattere medievali e sfide nella parata della "tenzone" dei Quartieri, durante la Rievocazione storica dell'investitura del Mastrogiurato, festa a carattere medievale ripresa dal 1981.

## Caratteristiche
Il nucleo esisteva già nell'epoca romana, occupa la parte a sud del centro storico, lungo la salita del Colle Pietroso. Il nuovo abitato medievale prese sviluppo durante il governo longobardo, come testimonia la presenza dell'antico convento di San Legonziano (oggi chiesa di San Francesco) e l'antica Porta Sant'Angelo oggi distrutta. Nel XIII secolo venne costruita la chiesa di Santa Lucia sopra il tempio romano di Giunone, e nello stesso periodo anche il convento di Santa Chiara, collegato alle mura mediante Porta Reale. Nel 1452 circa Alfonso V d'Aragona re di Napoli, fortificò nuovamente la cerchia muraria, ed oggi è ancora visibile il torrione cilindrico lungo le mura che circondano il convento, con torri, bastioni e un profondo fossato.Nel corso degli anni il quartiere ha perso gran parte dell'aspetto medievale, per via delle numerose costruzioni settecentesche che hanno preso il posto delle abitazioni medievali, visibili solo in alcune caratteristiche particolari, come i vicoli degli angiporti, o in alcune bifore o architravi rinascimentali.

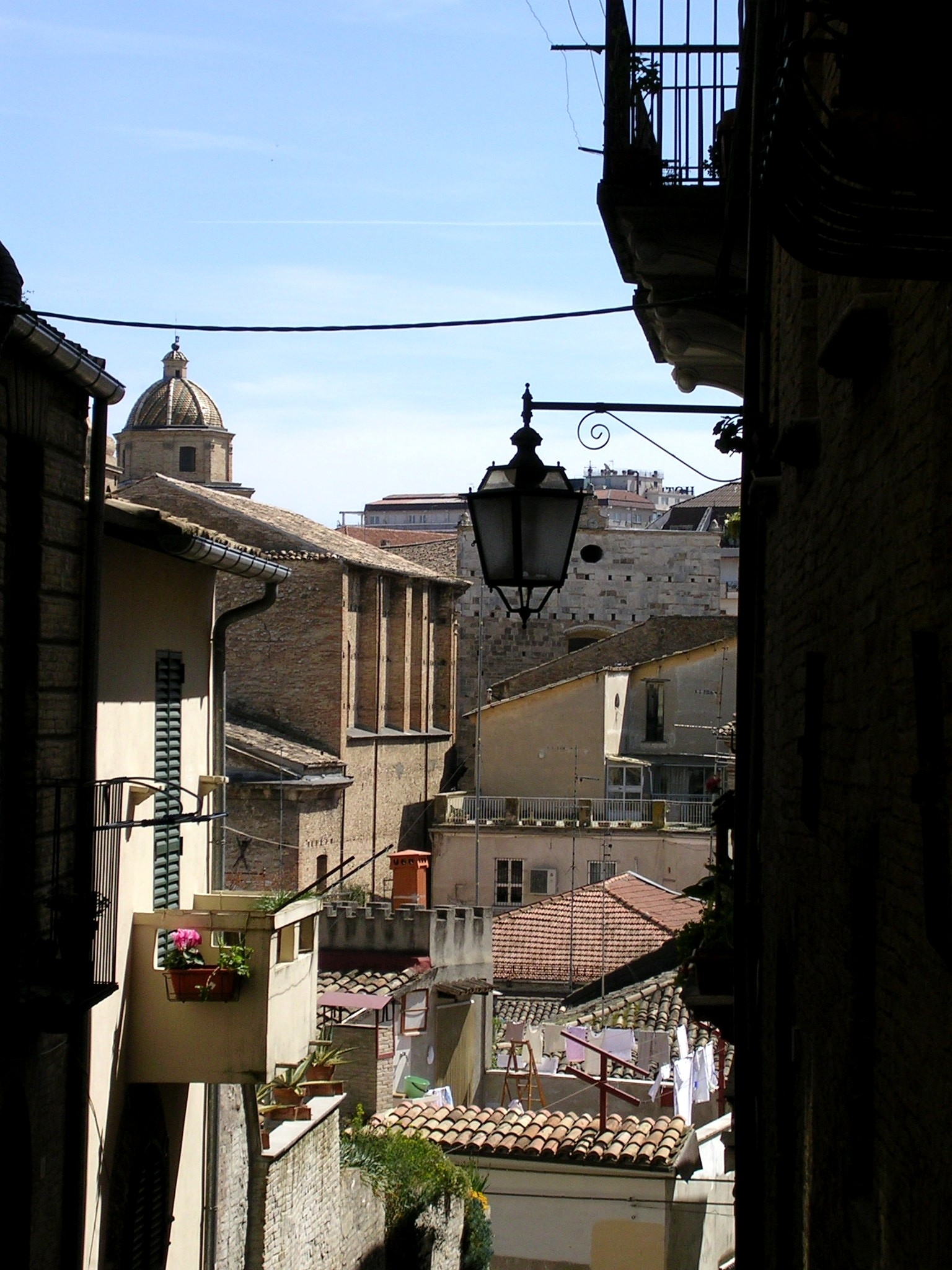
Scorcio del quartiere Borgo da via Santa Maria Maggiore

Attraversato al centro da Corso Roma e delimitato da Piazza Plebiscito, Largo del Malvò e Via dei Funai, comprende le chiese di San Francesco del Miracolo eucaristico, di Santa Maria del Suffragio (o del Purgatorio), di Santa Lucia e di Santa Chiara con annesso ex convento. Sono presenti inoltre il Palazzo Carabba, Palazzo del Malvò, Palazzo Liberati edifici storici del XVIII secolo. Al quartiere sono legate anche le mura aragonesi del XV secolo e il Torrione Cilindrico, nonché una palazzina del XVII secolo in piazza Pietrosa, costruita come fabbrica di cera, e la medievale Fonte del Borgo.

## Storia

### Il primo nucleo

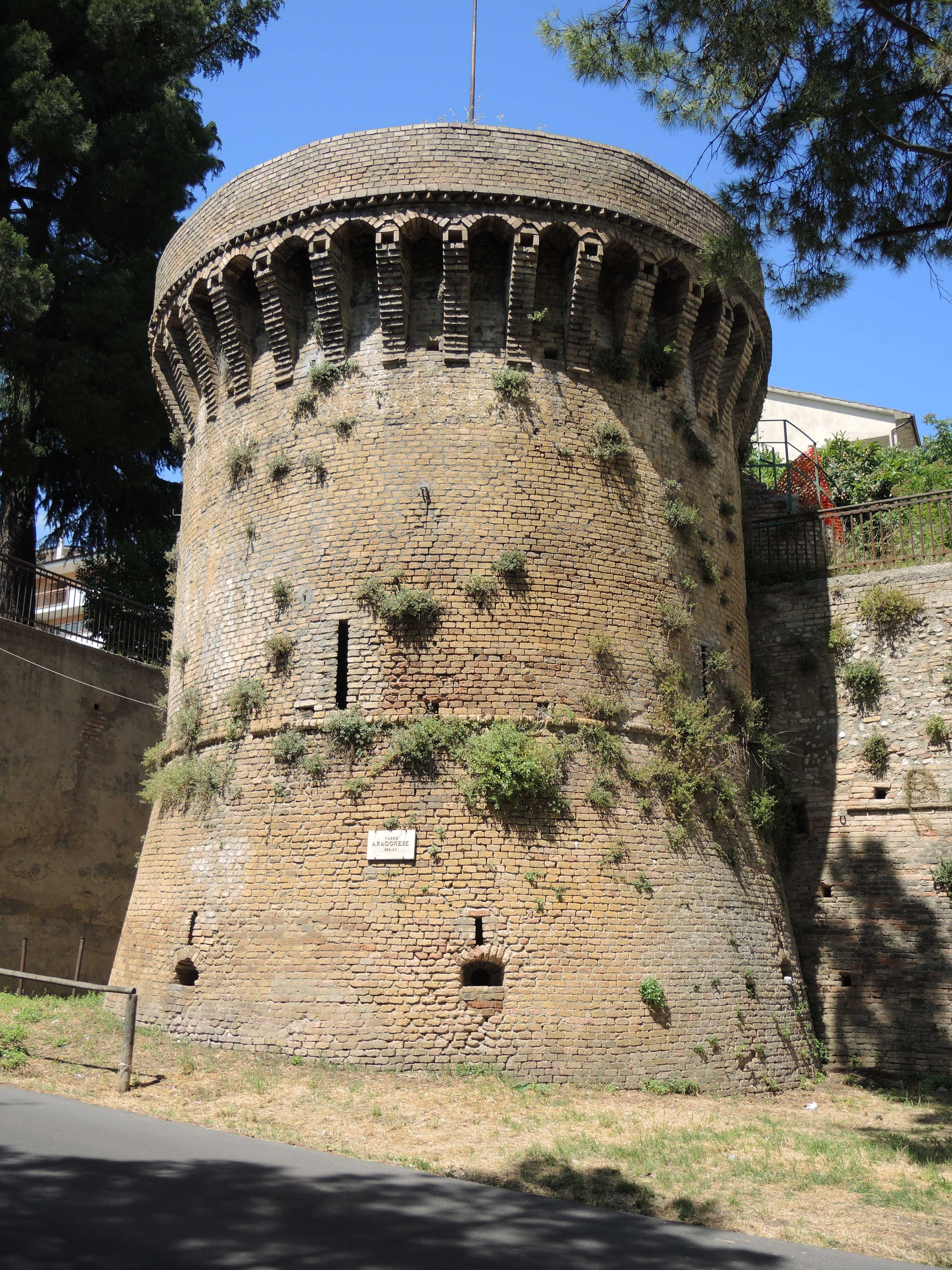
Torrione aragonese

Il primo nucleo si suppone, dalla presenza di ritrovamenti archeologici, esistesse già prima dell'arrivo dei Sanniti Frentani. Popolato soprattutto durante l'arrivo dei Romani nel II-I secolo a.C. presso il Colle Pietroso, secondo il Pollidori era un'area adibita per l'edilizia popolare, caratterizzata solamente dal tempio di Giunone Lucina, sopra cui nel XIII secolo verrà edificata la parrocchia di Santa Lucia.
Il quartiere tornò a popolarsi lentamente dopo l'arrivo dei Longobardi, nell'VIII secolo era attivo il monastero di San Legonziano, gestito dai Padri Basiliani; si suppone che suddetto monastero fosse stato edificato sopra la casa del soldato romano Longino, venerato come santo dalla Chiesa, il quale dopo aver trafitto il costato di Cristo crocifisso con la lancia, si convertì bagnato dal suo sangue. Legonziano non sarebbe altro, secondo questa leggenda, che una storpiatura del nome "Longino".
Fatto sta che in questo monastero, nel 700 d.C. si verificò il miracolo eucaristico di Lanciano, dell'ostia che si tramutò in carne e il vino in sangue di Gesù, in quanto un monaco non credeva al miracolo della Resurrezione. Il miracolo venne conservato, tuttavia i documenti che iniziano a parlare di suddetto prodigio risalgono solo al XVII secolo.

### Dal Medioevo al Settecento
Nel 1051 il Conte Ugo Malmozzetto cita tra i suoi possedimenti Lanciano, in particolar modo parla del torrione normanno di Porta Sant'Angelo, che doveva trovarsi in via dell'Asilo, demolita nella metà dell'Ottocento, e considerata una delle più importanti e meglio realizzate della cinta muraria. Tale porta si suppone fosse così chiamata per la presenza di una relativa cappella edificata dai Longobardi, e dedicata a San Michele; non si sa con certezza se la cappella fosse nelle immediate vicinanze della porta, o se faccia parte di un ex edificio sacro poi inglobato nel monastero dei Francescani, quando costoro nel 1258 entrarono in possesso della chiesa di San Legonziano con annesso convento. Le uniche testimonianze tangibili sono i fregi a motivi "animalistici" che sono stati prelevati nell'Ottocento, e rimontati sulla facciata superiore della chiesa di San Francesco.
Nel 1249 iniziarono i lavori della costruzione della chiesa parrocchiale di Santa Lucia, posta nel cuore del quartiere, che nel frattempo si stava sviluppando sempre più in basso, verso la Platea, ossia la Piazza del Plebiscito. Infatti in epoca longonbardo-normanna, la chiesa di San Legonziano si trovava isolata tra gli orti e le mura, mentre il cuore del quartiere era posto tra via Ravizza e Largo Menin-Carabba, dove forse si trovava anche una torretta di avvistamento, e la tipica conformazione ad abitazioni a disposizione circolare attorno a una presunta struttura fortificata oggi scomparsa, ne è la prova, tanto che anche le costruzioni attuali, in gran parte risalenti al XVII-XVIII secolo, ne mantengono il caratteristico aspetto a villaggio fortificato a spirale; e in alcune parti dei vici del Corso Roma, è possibile vedere degli angiporti medievali, mentre nella biforcazione del Corso con via Ravizza, si trova una casa fortificata con contrafforte e finestra bifora in stile rinascimentale.

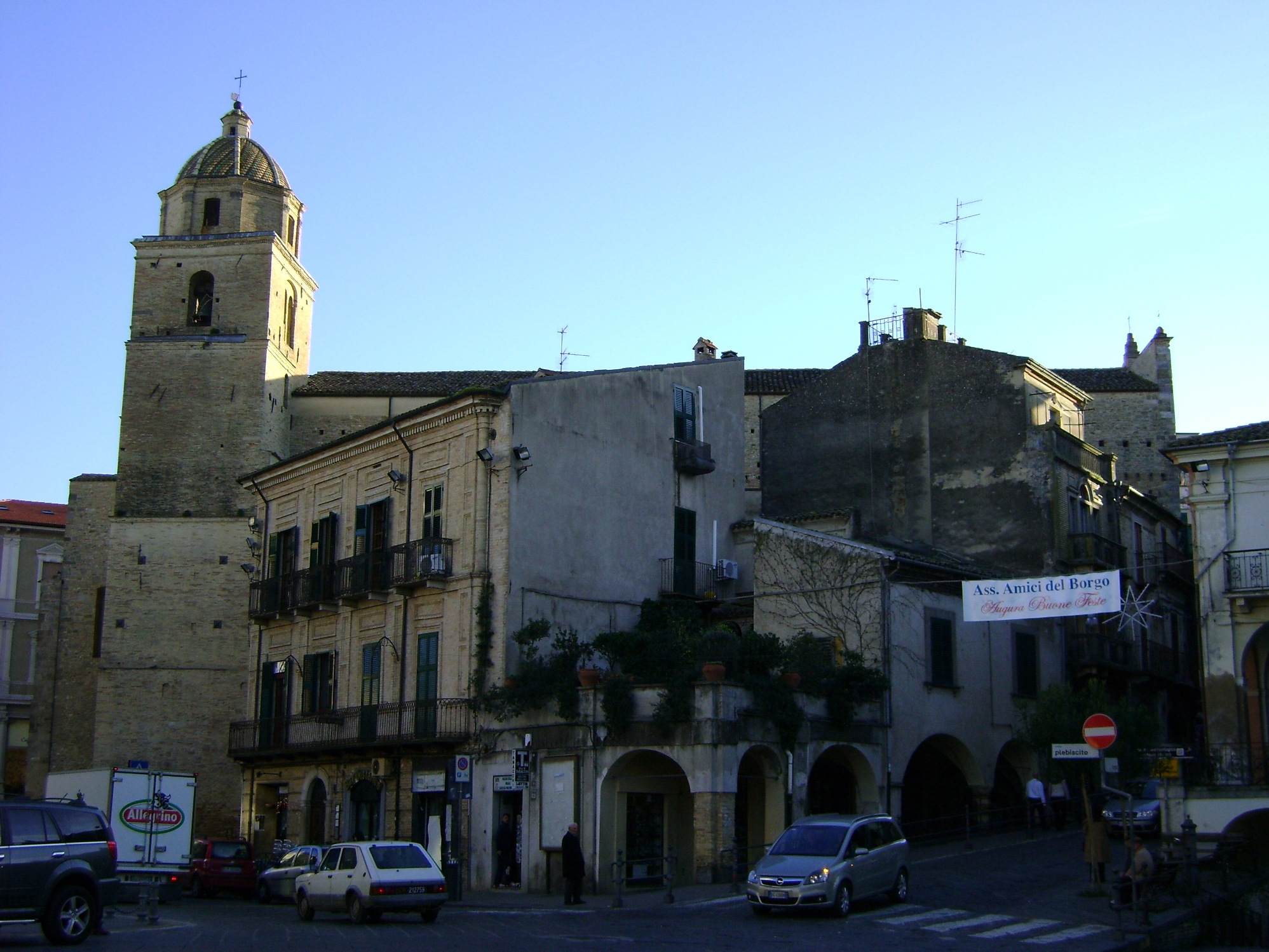
Piazza del Plebiscito, veduta del campanile di San Francesco e Portico della Zecca

Nel XIII secolo la parte superiore del quartiere venne occupata dal monastero delle Clarisse, che nel XVII secolo accolse anche la Confraternita di San Filippo Neri; il monastero tuttavia con le leggi piemontesi di soppressione, venne radicalmente modificato, la parte nord fu trasformata in caserma, e nel 1952 vi venne costruito il Liceo pedagogico ""Cesare De Titta". Durante il governo dei Durazzo, Lanciano insieme ad altre città abruzzesi ottenne il beneficio di coniare i bolognini, e la sede della Zecca è ancora oggi in parte esistente, alla fine del Corso Roma verso Piazza del Plebiscito, adornata anche dal portico ad archi. Una di queste colonne a pianta cilindrica, è detta localmente "delle Recchie", in quanto nel 1427 durante uno scontro in armi tra lancianesi e ortonesi per questioni demaniali del porto di San Vito, i lancianesi catturarono degli ortonesi, e li mutilarono dei nasi e delle orecchie, impastandoci la suddetta colonna in segno di spregio.
Nel XVIII secolo il quartiere subisce le prime radicali modifiche urbane, con la costruzione di nuovi importanti palazzi, tra cui il Palazzo Carabba, il Palazzo Giordano, il Palazzo Fieramosca, viene anche costruita una nuova chiesa dedicata a Santa Maria del Suffragio o del Purgatorio, davanti al sagrato di San Francesco. Un terremoto, verificatosi nel XVII secolo, aveva inoltre profondamente danneggiato la chiesa di Santa Lucia, tanto che per mancati lavori di adeguamento, nella metà del secolo seguente la cupola che decorava il transetto crollò, e la chiesa dovette essere ricostruita quasi daccapo. La parte retrostante in via Fieramosca infatti mostra evidenti segni di ricostruzioni a più riprese, mostra la grandezza originaria dell'edificio, e un contrafforte dell'antica cupola, mentre dall'alto si può osservare come con i lavori di rifacimento, l'asse fosse stato ruotato verso nord, creando un nuovo spazio rettangolare a navata unica, molto più piccolo dell'originario, si presume a tre navate. La facciata rimase integra nello stile trecentesco, col rosone della scuola di Francesco Petrini, il realizzatore delle splendide facciate della chiesa di Santa Maria Maggiore e Sant'Agostino a Lanciano.

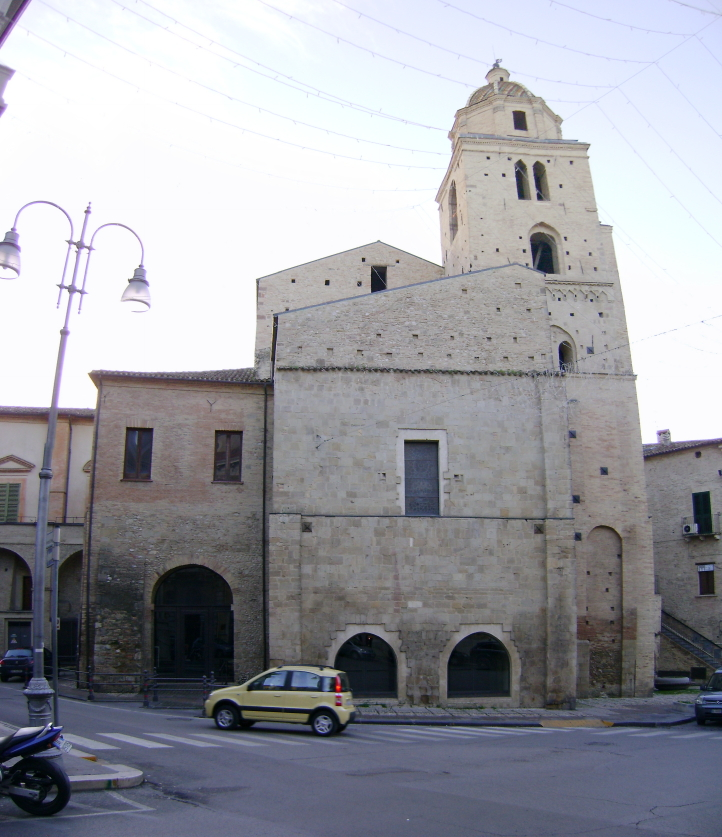
Il campanile della chiesa di San Francesco, da Largo Berenga

La cinta muraria del Borgo, completata in epoca aragonese, abbracciava l'area di via del Torrione, Piazzale VI Ottobre all'ingresso del Corso Roma da Santa Chiara (vi sorgeva Porta Reale), allacciandosi alle Torri Montanare, a sud invece, seguendo il percorso sino al santuario del Miracolo Eucaristico, le mura si collegavano al torrione di Porta Sant'Angelo, dove si trova ancora oggi la Fonte del Borgo, proseguendo per la ripa del fosso Pietroso (oggi colmato dal parcheggio delle due piazze di F.P.Memmo ed Errico d'Amico), sino a congiungersi col convento.

### Dall'Ottocento a oggi
Nella metà dell'Ottocento, nel quartiere iniziò a prosperare la famiglia Carabba, di origini ebraiche, che diede i natali a Rocco Carabba, il quale nel 1878 fondò la casa editrice omonima, nel 1808 Lanciano ottenne l'istituzione dei Tribunali presso una parte del monastero dei Francescani, tuttavia continuava a persistere un problema igienico-sanitario, così come per Lancianovecchia-Civitanova, in quanto il Borgo era distintamente separato dal Colle Selva dal fosso del fiume Malavalle, cui gli abitanti delle case a ridosso del fosso attingevano, per irrigare anche degli orti di acqua definita "putrida".
Il problema igienico-sanitario, che spesso e volentieri causava epidemie di colera, venne risolto nel 1879 dall'architetto Filippo Sargiacomo, definitivamente nei primi anni del '900, con la colmata del fiume, e la creazione di un lungo piazzale, costituito attualmente da Piazza Malvò e Piazza Garibaldi, dove negli anni '10-'20 vennero costruite delle case, di cui si ricorda Palazzo Lotti-Morale.

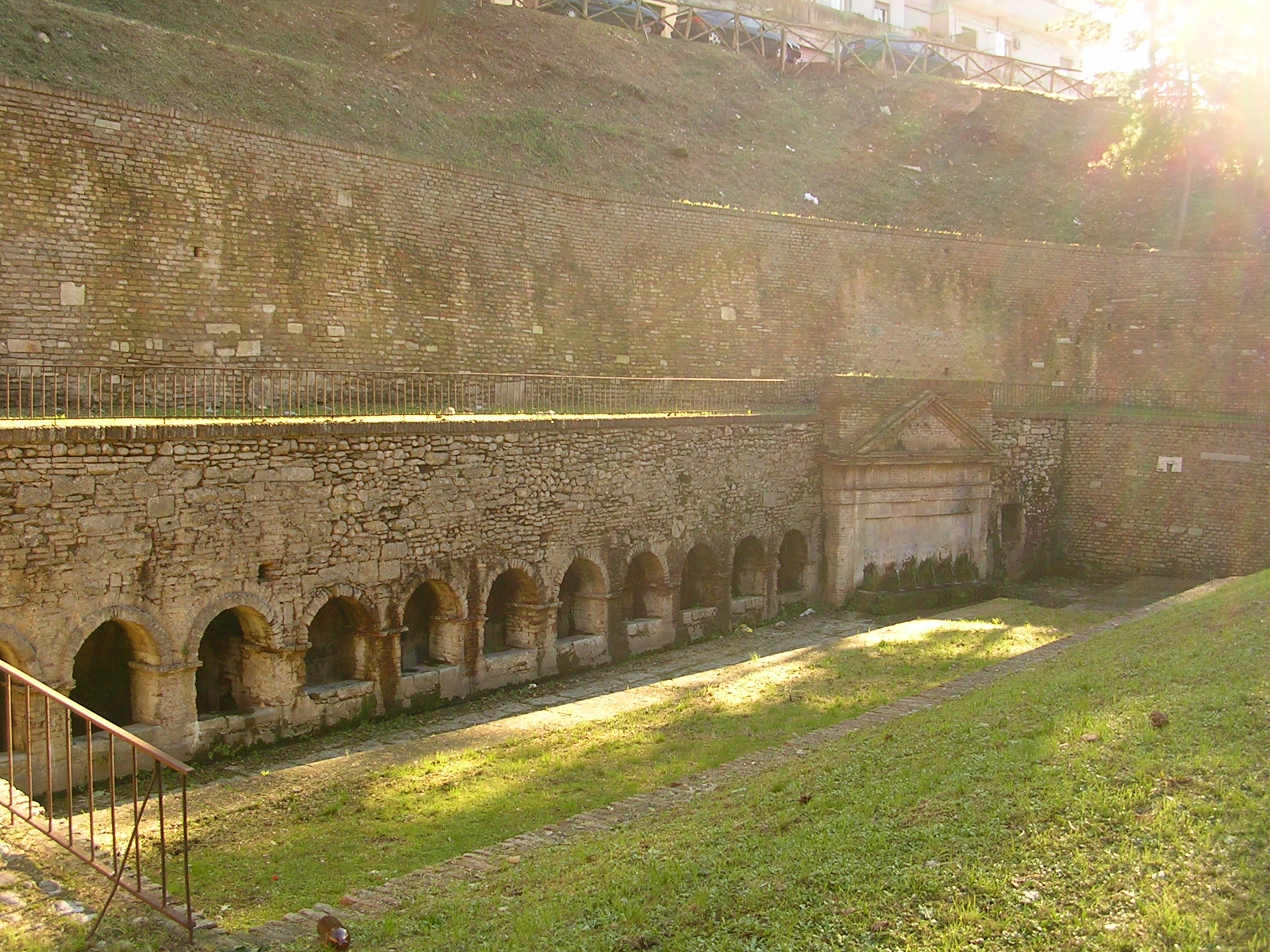
Fontana del Borgo

Ancora oggi è possibile vedere le tipiche case-mura del Borgo, alcune delle quali dovevano terminare a torre, che sorgono a ridosso dell'abside della chiesa di Santa Lucia, che in origine dovevano essere provviste degli orti. Oggi questo quartiere è uno dei più popolati di Lanciano, nonché tra i meglio conservati per mancanza di demolizioni, come accadde invece a Lancianovecchio, che perse 3 chiese storiche nella metà dell'800 - eccezion fatta per un condominio eretto lungo Corso Roma sopra uno stabile danneggiato dalla guerra, e dotato di portici per gallerie commerciali. Il giorno 6 ottobre 1943, presso l'attuale Piazzale VI Ottobre, venne impiccato il cadavere del partigiano lancianese Trentino La Barba dai tedeschi, poiché il giorno prima, insieme ad altri ragazzi, i cosiddetti "martiri ottobrini", aveva scatenato una guerriglia contro gli occupanti. La battaglia si svolse lungo le principali strade di Lanciano, anche lungo Corso Roma, via dell'Asilo e via Fenaroli.

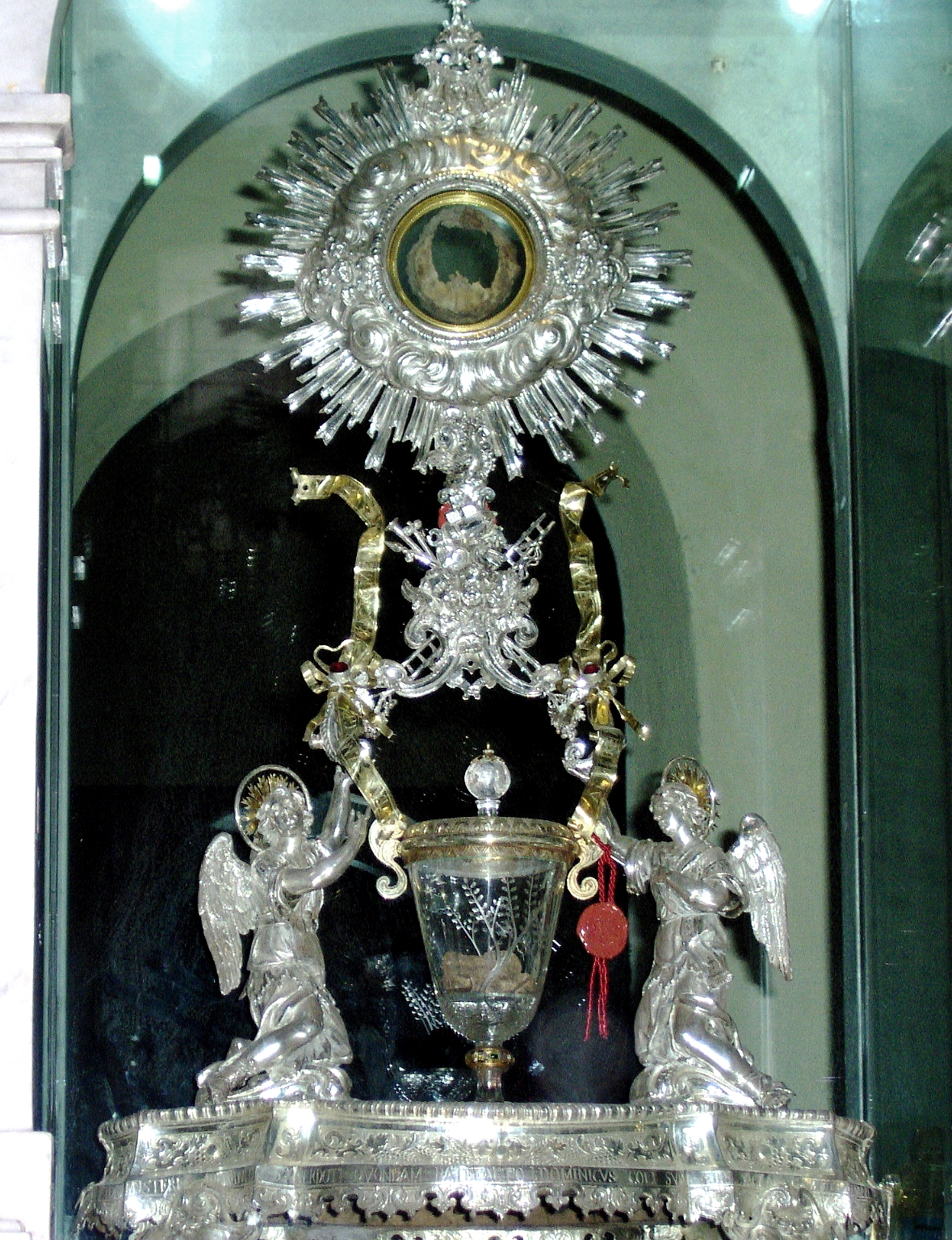
Miracolo Eucaristico, nel santuario di San Francesco

## Monumenti

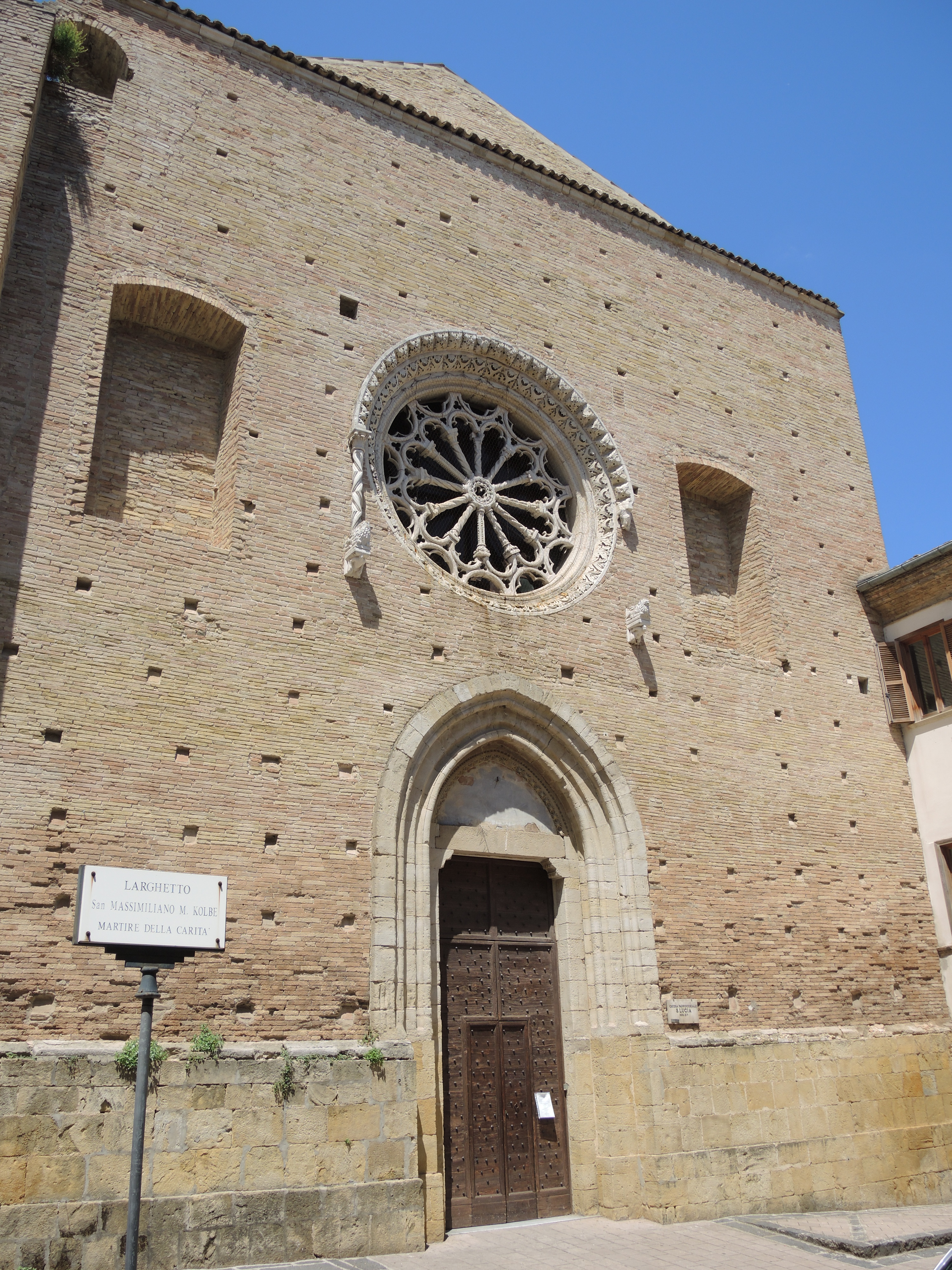
Facciata della chiesa di Santa Lucia

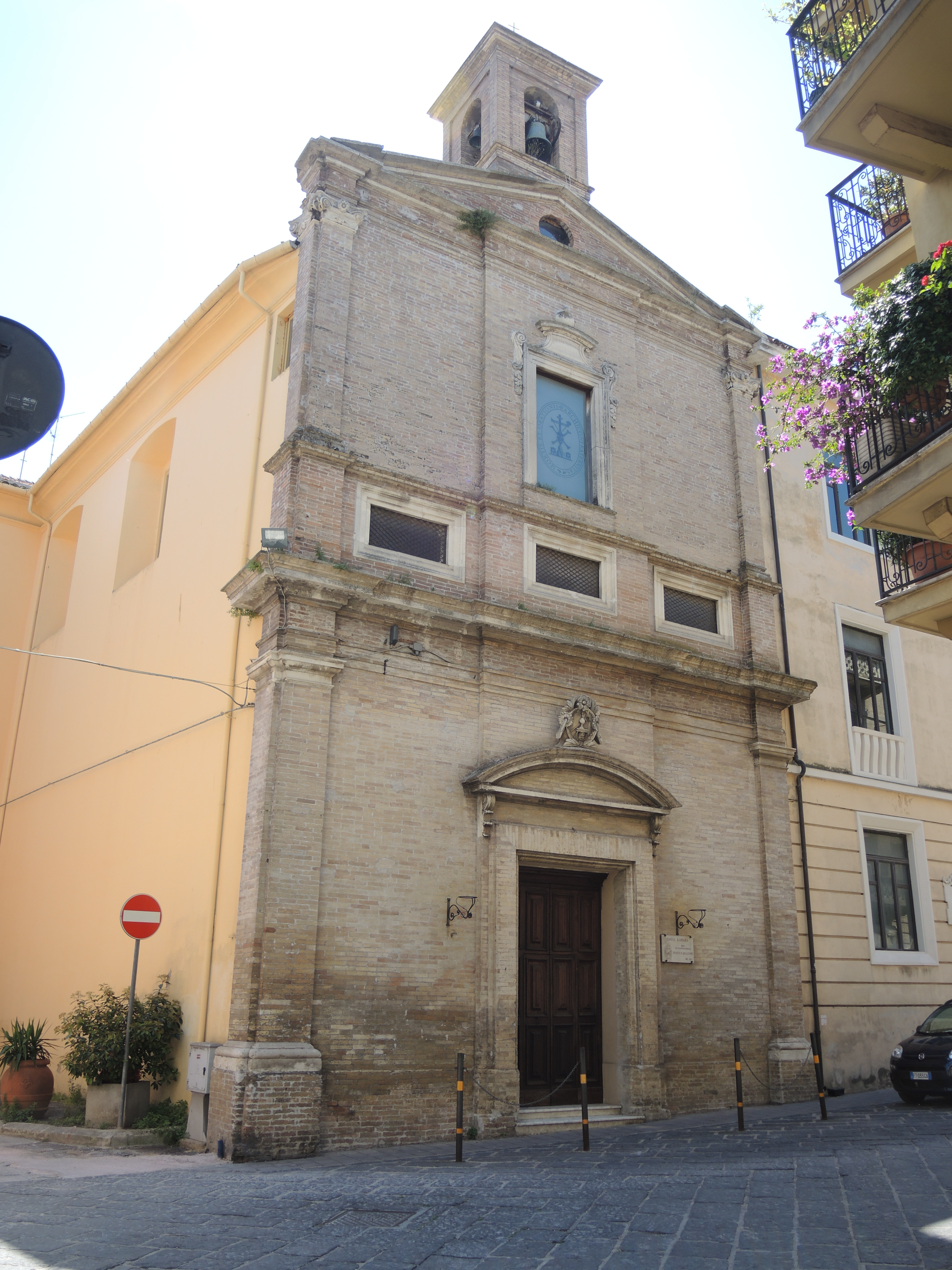
Facciata della Chiesa di Santa Chiara

- Chiesa Santuario di San Francesco - Corso Roma, sede del Miracolo Eucaristico, annessa all'ex convento francescano
- Casa di Giuseppe Palizzi ed ex chiesa di San Filippo Neri- via dei Tribunali
- Chiesa del Purgatorio - Corso Roma
- Portico della Zecca e case settecentesche porticate - Corso Roma e via Corsea
- Casa liberty di Nicola Petrosemolo - via Corsea
- Palazzo Carabba - Corso Roma
- Palazzo Giordano De Cecco - Corso Roma-via Fieramosca
- Casa Fieramosca - via Fieramosca
- Chiesa di Santa Lucia - Corso Roma - Larghetto San Massimiliano Kolbe
- Chiesa di Santa Chiara e San Filippo Neri - Corso Roma
- Casa natale di Fedele Fenaroli - via Fenaroli
- Palazzo Lotti-Morale - Largo Malvò
- Fonte del Borgo - Piazzale Francescopaolo Memmo
- Torrione aragonese - via del Torrione
- Monumento ai Martiri Ottobrini - Piazza Martiri Lancianesi
- Ex Istituto Professionale "De Cecco" di Lanciano - Largo dei Funai

## Strade e piazze
- Corso Roma - strada principale che taglia in due il quartiere, anticamente era detta strada del Popolo, forse con la rinomina dopo l'Unità d'Italia. Negli anni '30 con la legge Mussolini assunse l'attuale nome. Il corso parte da Piazzale VI Ottobre a Nord, dall'ingresso del moderno viale Cappuccini, e termina in Piazza del Plebiscito, in corrispondenza dell'opposta via dei Frentani per il rione Lancianovecchia.
- Via Fenaroli
- Largo Menin-Carabba - cuore dell'antico nucleo longobardo.
- Via Fieramosca - strada parallela del Corso Roma, dietro la chiesa di Santa Lucia, sfocia in via dei Tribunali, o in Piazza Malvò.